# Botanophila depressa
Botanophila depressa är en tvåvingeart som först beskrevs av Stein 1907.  Botanophila depressa ingår i släktet Botanophila och familjen blomsterflugor. Arten är reproducerande i Sverige. Inga underarter finns listade i Catalogue of Life.